# Nuevo Partido del Pueblo
El Nuevo Partido del Pueblo (国民新党 Kokumin Shintō?) fue un partido político japonés formado el 17 de agosto de 2005 luego de la derrota del primer ministro Junichiro Koizumi en su intento de privatización del Servicio Postal de Japón que condujo a la elección general en Japón de 2005. El 21 de marzo de 2013, fue anunciada su disolución por su presidente Shozaburo Jimi.
El Kokumin Shintō fue liderado por el antiguo presidente de la Cámara de Representantes de Japón Tamisuke Watanuki, e incluía a los antiguos miembros del PLD de la cámara baja Shizuka Kamei, Hisaoki Kamei y los miembros de la Cámara de Consejeros de Japón Kensei Hasegawa del PLD y Tamura Hideaki del Partido Democrático de Japón, principal partido de la oposición.
La mayoría de los miembros del partido fueron antiguos miembros de la facción Shisuikai (también conocido como facción Kamei) del Partido Liberal Democrático (PLD). Sus fuertes lazos con la oficina postal los forzaron a ir en contra de los planes de Koizumi de privatizar el sistema postal. Mientras que Watanuki se convirtió en líder del partido, Kamei fue visto como la cara pública del partido.

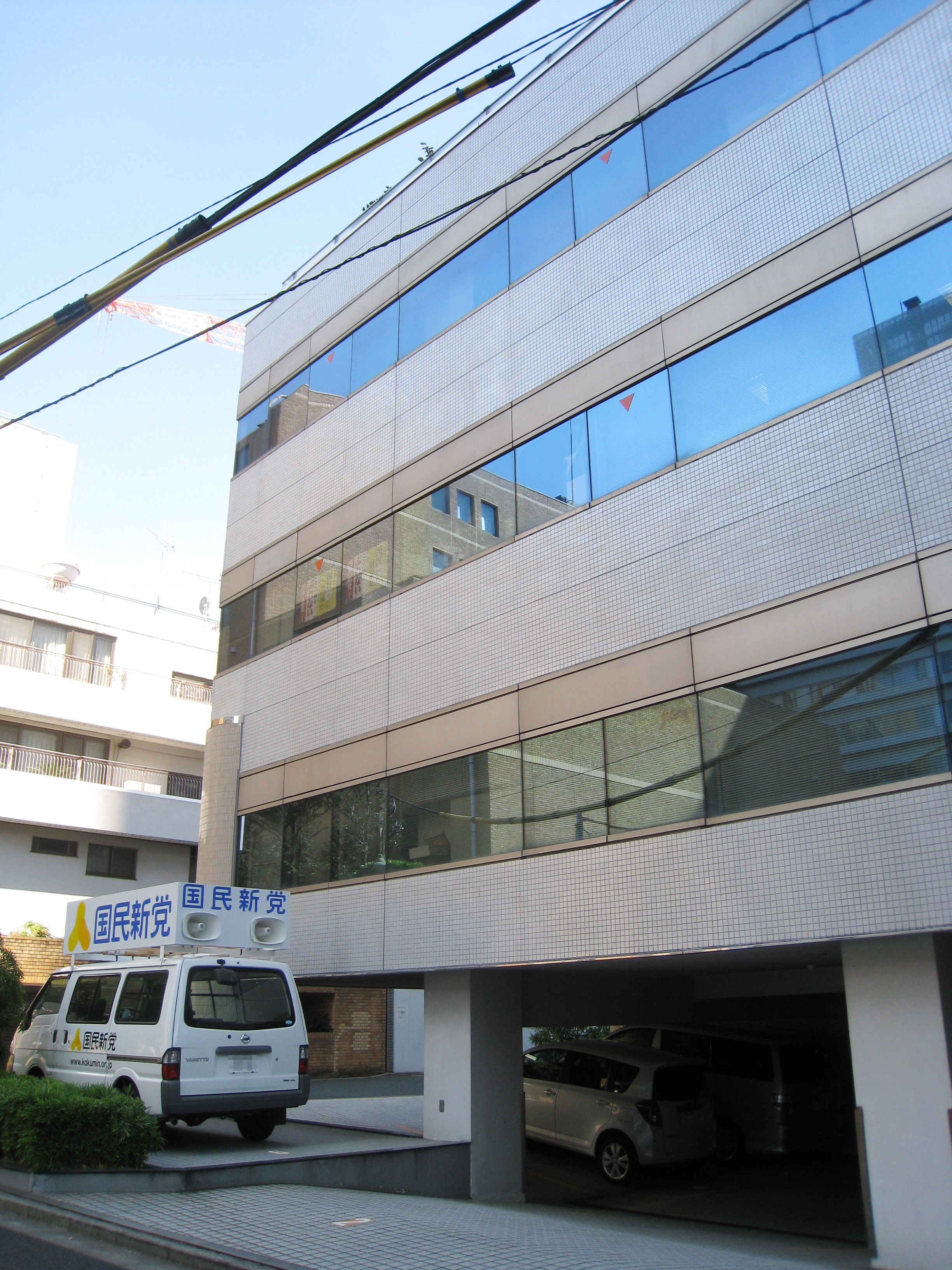
Sede del partido en Tokio (2009).

El partido estuvo inicialmente definido de manera exclusiva en su oposición a las políticas “dictatoriales” de Koizumi de privatización del servicio postal. Finalmente, la plataforma se amplió a incluir ideales de servir y proteger al pueblo y comprometerse en “políticas cálidas y amigables”.
En la elección de 2005, el partido pudo retener cuatro escaños, con dos escaños individuales (Watanuki y Shizuka Kamei) y dos escaños proporcionales (Hisaoki Kamei y el nuevo miembro Masaka Itokawa). Sin embargo, la aplastante victoria del PLD, con una mayoría de dos terceras partes en la cámara baja, impedía que el nuevo partido fuera capaz de ejercer influencia alguna en las políticas gubernamentales.
En junio de 2007, el líder del partido Shizuka Kamei anunció que el expresidente peruano Alberto Fujimori, que posee la nacionalidad japonesa, participaría para ocupar un escaño en la Cámara de Consejeros en nombre del Kokumin Shintō. Al momento de su anuncio, Fujimori estaba bajo arresto domiciliario en Chile, pendiente de una extradición a Perú bajo cargos de corrupción y violaciones a los derechos humanos. El 11 de julio de 2007, el juez chileno Orlando Álvarez desestimó la extradición; sin embargo, Fujimori permanecería bajo arresto domiciliario, y fue incapaz de regresar a Japón para su campaña. Finalmente no pudo ganar en las elecciones.